# 라스트 미니트 골
라스트 미니트 골 (Last-minute goal)은 스포츠 특히 축구에서 종료 직전 대부분 추가시간에 터지는 극적인 결승골이나 동점골을 의미한다. 동일한 의미로 라스트 개스프 골 (Last-gasp goal)이라는 표현도 사용된다. 극적인 골을 넣어 하나의 극(劇)과도 같다는 뜻에서 극장골이라고도 한다.
그러나 한국에서는 박문성 같은 선수 출신이 아닌 여러 가지 축구 관련 지식으로 승부하는 축구 해설가 비롯 박찬준 같은 축구뿐만 아니라 여러 종목을 두루 취재하는 스포츠신문 기자들이 대략 90분 이후 추가 시간에서 나오는 극적인 골들을 라스트 미니트 골이 아닌 농구 용어인 버저 비터 (Buzzer beater)로 표현하는 경우가 많다.
하지만 버저 비터는 농구에서 골 성공 유무와 관계없이 종료를 알리는 버저(Buzzer) 즉 경보기가 울리는 동시에 선수가 날린 슛을 의미하는 것으로 상황은 비슷하지만 축구에서는 종료를 알리는 것은 주심의 휘슬(Whistle)이 울려야 끝나는 것이기 때문에 차용하는 것 자체가 말이 안 되는 상황이다.

## 같이 보기
- 버저 비터